# L'Épée du licteur
L’Épée du licteur (titre original : The Sword of the Lictor) est un roman de Gene Wolfe publié en 1982. Il reçoit le prix Locus du meilleur roman de fantasy en 1983. Il est le troisième tome d'une pentalogie intitulée Le Livre du second soleil de Teur ou Le Livre du nouveau soleil selon les éditeurs.

## Éditions
- The Sword of the Lictor, Timescape Books, 1982
- L’Épée du licteur, Denoël, coll. « Présence du futur » no 361, avril 1983, trad. William Olivier Desmond, 352 p.  (ISBN 2207303616)
- L’Épée du licteur, Gallimard, coll. « Folio SF » no 356, janvier 2010, trad. William Olivier Desmond et Patrick Marcel, 448 p.  (ISBN 9782070406920)

## Le Livre du second soleil de Teur
- L'Ombre du bourreau
- La Griffe du demi-dieu
- L'Épée du licteur
- La Citadelle de l'Autarque
- Le Nouveau Soleil de Teur